# Hermes z małym Dionizosem
Hermes z małym Dionizosem – starożytna grecka rzeźba marmurowa, uważana za dzieło Praksytelesa, przedstawiająca boga Hermesa z małym Dionizosem na ramieniu.
Rzeźba została odkryta w 1877 roku w ruinach świątyni Hery w Olimpii podczas prac wykopaliskowych prowadzonych przez niemieckich archeologów. Wykonana z marmuru paryjskiego, ma 2,15 m wysokości. Obecnie znajduje się w Muzeum Archeologicznym w Olimpii.
Posąg znany jest z opisu Pauzaniasza, który w swojej Wędrówce po Helladzie (V,17,3) wymienił go jako jedną z rzeźb zdobiących olimpijską świątynię Hery, przypisując jego autorstwo działającemu w IV wieku p.n.e. rzeźbiarzowi Praksytelesowi. Rzeźba zachowała się z ubytkami, zaginęły prawa ręka Hermesa oraz części jego nóg poniżej kolan, z wyjątkiem prawej stopy. Przedstawiona scena nawiązuje do epizodu, gdy Hermes zatrzymał się na odpoczynek w lesie podczas podróży do góry Nysa, gdzie powierzył nowo narodzonego Dionizosa na wychowanie nimfom. Postać boga ukazana jest w wygiętej postawie, charakterystycznej dla dzieł Praksytelesa. W prawej, niezachowanej ręce trzymał kiść winogron, którą pokazywał małemu Dionizosowi.
Część badaczy podważa autorstwo Praksytelesa, twierdząc, że rzeźba jest późniejszą kopią z okresu hellenistycznego, wykonaną przez anonimowego artystę wzorującego się na Praksytelesie. Gustav Hirschfeld, Carl Blümel, Rhys Carpenter i Sheila Adam uznali rzeźbę za kopię, podczas gdy Margarete Bieber, Gisela Richter i William Bell Dinsmoor bronili jej oryginalności. Katherine Dohan zwróciła uwagę na wygląd sandału na stopie boga, który sugeruje że rzeźba nie powstała wcześniej niż w II wieku p.n.e.